# Hwang Ho-lyeong
Hwang Ho-Lyeong  (sinh ngày 15 tháng 10 năm 1984) là một cầu thủ bóng đá Hàn Quốc thi đấu cho Gyeongju KHNP FC ở Giải Quốc gia Hàn Quốc.

## Sự nghiệp
Hwang bắt đầu sự nghiệp thi đấu với Jeju United năm 2007. Anh được chọn là cầu thủ tuyển đầu tiên của Jeju United trong đợt tuyển quân và là thách thức đầu tiên ở K League sau khi anh đã thử ở nhiều giải châu Âu, châu Mỹ khác như Ligue 1, Belgian Pro League, và Major League Soccer.

### Thống kê sự nghiệp câu lạc bộ
Tính đến 30 tháng 12 năm 2013.
| Thành tích câu lạc bộ | Thành tích câu lạc bộ | Thành tích câu lạc bộ  | Giải vô địch | Giải vô địch | Cúp     | Cúp       | Cúp Liên đoàn | Cúp Liên đoàn | Tổng cộng | Tổng cộng |
| Mùa giải              | Câu lạc bộ            | Giải vô địch           | Số trận      | Bàn thắng    | Số trận | Bàn thắng | Số trận       | Bàn thắng     | Số trận   | Bàn thắng |
| Hàn Quốc              | Hàn Quốc              | Hàn Quốc               | Giải vô địch | Giải vô địch | Cúp KFA | Cúp KFA   | Cúp Liên đoàn | Cúp Liên đoàn | Tổng cộng | Tổng cộng |
| --------------------- | --------------------- | ---------------------- | ------------ | ------------ | ------- | --------- | ------------- | ------------- | --------- | --------- |
| 2007                  | Jeju United           | K League               | 1            | 0            | 0       | 0         | 2             | 0             | 3         | 0         |
| 2008                  | Jeju United           | K League               | 0            | 0            | 0       | 0         | 2             | 0             | 2         | 0         |
| 2009                  | Jeju United           | K League               | 1            | 0            | 0       | 0         | 0             | 0             | 1         | 0         |
| Hàn Quốc              | Hàn Quốc              | Hàn Quốc               | Giải vô địch | Giải vô địch | Cúp KFA | Cúp KFA   | Cúp Liên đoàn | Cúp Liên đoàn | Tổng cộng | Tổng cộng |
| 2010                  | Cheonan City          | Giải Quốc gia Hàn Quốc | 14           | 6            | 2       | 0         | 3             | 0             | 19        | 6         |
| 2011                  | Cheonan City          | Giải Quốc gia Hàn Quốc | 25           | 10           | 1       | 1         | 3             | 0             | 29        | 11        |
| 2012                  | Goyang Kookmin Bank   | Giải Quốc gia Hàn Quốc | 18           | 1            | 1       | 1         | 3             | 1             | 22        | 3         |
| 2013                  | Gyeongju KHNP         | Giải Quốc gia Hàn Quốc | 11           | 0            | 2       | 1         | 3             | 1             | 16        | 2         |
| Tổng cộng             | Hàn Quốc              | Hàn Quốc               | 70           | 17           | 6       | 3         | 16            | 2             | 92        | 22        |
| Tổng cộng sự nghiệp   | Tổng cộng sự nghiệp   | Tổng cộng sự nghiệp    | 70           | 17           | 6       | 3         | 16            | 2             | 92        | 22        |